# Pioneer P-3
Pioneer P-3 (också kallad Pioneer X, ej att förväxlas med Pioneer 10) är en rymdsond som är del av Pioneerprogrammet. Den sköts upp den 26 november 1959. 45 sekunder efter avlyft föll lastskydden av och satelliten utsattes för katastrofala aerodynamiska krafter. Lyftraketen Atlas-C fortsatte dock som planerat.